# 디자인 리서치
디자인 리서치(design research, 디자인 연구)는 두 가지의 의미로 쓰인다. 디자인이라는 학문 자체를 발전시키기 위한 모든 연구 활동의 의미와 디자인 과정 중의 전반부에서 행해지는 사용자 조사인 디자인 유저 리서치의 의미로 쓰인다. 일반적으로 디자인 리서치는 후자의 의미로 인식되고 있으며 이 문서도 그것을 주 내용으로 삼고 있다.

## 개요
디자인 리서치는 이론과 실무의 지식을 통합한 성과를 이룰 수 있게 끔 한다. 일반적으로 새로운 것에 도전하는 디자인을 부담스럽게 느끼는 보수적 실무 전문가들과 비즈니스의 장래에 치명적인 영향을 줄 미래의 경쟁과 시장의 요구에 대한 정보 사이에서 상호 미래에 대한 발전적 이해할 수 있게끔 유도하고 디자이너와 고객 간의 이해와 발전에 대한 공통된 비전을 만들 수 있도록 돕는다.
디자인 리서치는 디자인이 이전에 없던 것을 발명하는 성향을 가지는 것보다는 존재하는 것을 재발견하는 인식의 전환 방법에 더 가깝다. 역사적으로 디자인 리서치는 사회 과학적인 방법론과 틈새 시장 마케팅 조사 기법 중 디자인 분야에 적절한 것을 선택하여 발전 시켜왔으나 현재는 디자인 리서치 만의 독자적 방법론과 과학적 기법을 적용하며 새로운 연구 분야로 발달하고 있다. 또한 단일 분야를 위한 한정된 방법론에서 벗어나 통합된 시스템 구축을 위한 디자인 프로세스를 재정의 하도록 기여하고 있다.
“단순한 스타일링”으로서의 디자인에서 벗어나 미적인 가치를 유지하고 절제하는 디자인 결과물을 만들어 낼 수 있는 이러한 상호 연관된 시스템 속의 활동을 통해 디자이너들은 훨씬 높은 단계의 성취와 사회적 기여를 할 수 있다. 이러한 실용적인 면에서의 디자인 리서치는 디자인 경영에도 필수적인 선결 조건이 되고 있다. 또한 디자인 리서치는 성공에 따른 디자인의 기여를 평가하는 데에도 중요한 역할을 한다.

## 디자인 리서치의 3가지 중요 분류
영국 왕립 예술대학의 크리스토퍼 프레이링(Sir Christopher Fryling)은 디자인 리서치에서 세가지의 중요 분류를 주장하였다.
- 디자인을 하기 위한 리서치
- 디자인을 통한 리서치
- 디자인을 위한 리서치이다.

'디자인을 하기 위한 리서치'는 전통적이고 역사적이며 심미적인 디자인과 예술에 대한 연구 활동이며, '디자인을 통한 리서치'는 프로젝트 중심의 소재와 개발을 포함하는 활동이다. '디자인을 위한 리서치'는 디자인을 통한 리서치의 목적을 목적물과 리서치의 결과를 보여주는 시스템을 창조하는 목적을 위한 활동으로 보며 동시에 이러한 활동의 가치를 증명해보이는 활동으로 여긴다.

## 역사
1980년대와 1990년대에 소위 “개인적” 인 디자인 사조의 폭발적 인기가 문제 해결 방식적 디자인을 재시도하게 끔하였다. 이러한 도전은 소위 소문자 d의 design과 대문자 D의 Design으로 나누는 논쟁이 되었으며 이를 통해 예술과 디자인의 경계, 건축가와 조각가의 경계를 허물게 되는 계기가 되었다. 최근 서지 가농(Serge Gagnon)은 디자인을 “문화적인 기술의 전용”이라 일컬었으며 이를 위한 디자인 리서치의 필요성을 주장하였다.

## 인간 중심의 디자인 리서치 역할
과거에 제품의 전체 개발 과정 중 시장 조사는 프로세스 중에서 가장 나중에 하는 단계였다. 그러나 새로운 시장조사 방법은 이와는 정반대로 가능한 초기 단계의 디자인 리서치를 통해 제품과 서비스 컨셉 개발 단계로 정보를 전달하는 과정이 추가되었다. 이러한 방법의 변화에서 디자인 리서치는 제품으로 하여금 그 자체가 브랜드로부터 자유로이 마케팅 전략을 소비자와의 보다 솔직한 커뮤니케이션을 주고 받게 함으로써 그 디자인을 구입하게 끔 설득하고 욕망을 창조해야 한다는 압박으로부터 벗어날 수 있게 할 수 있는 것이다.
인간 중심의 디자인 리서치는 이러한 실용적인 방법과 접근을 통해 어떤 것이 사람들을 기쁘게 하고 사람들을 도울 수 있을 것인가에 대한 깨달음을 얻고자하는 목표를 가지고 있다. 드러난 상황의 뒷편에 어떤 것이 가리워져 있는지 알기 위해 개인을 관찰하고 이를 맥락적 이해에 의한 판단과 문화, 형태, 역사 그리고 디자인에 도움이 될 만한 모든 비즈니스 모델에 대한 단서를 포착하는 분석을 하여 디자인이 대중문화를 창조하는 능력을 만들어 내는 역할을 한다.

## 디자인 리서치 방법론
포커스그룹인터뷰 (Focus Group Interview)
포커스 그룹 인터뷰는 여러명의 소비자들을 초대하여 사전에 짜 둔 순서와 방법으로 숙련된 모더레이터가 토의를 진행한다. 보통 1~2시간 정도 걸리며 제품에 대한 사용 경험 등을 참가자들 간에 이야기 나누도록 하여 제품의 장단점 등을 파악하는 데 사용된다. 간혹 니즈 파악을 위해 사용자 행태를 알아내는 데 사용하는 실수를 저지르곤 하는데, 사용자 행태의 파악은 개인에 대한 깊은 이해를 필요로 하는 것이기 때문에 개인별 시간이 많이 주어지고, 타인에 의한 왜곡이 적은 심층 인터뷰가 적절하다. 니즈의 도출을 위해서는 심층인터뷰를 진행하고 제품 품평회를 하고 싶다면 포커스 그룹 인터뷰를 진행하면 된다고 볼 수 있다.
심층인터뷰 (In-depth Interview)
심층 인터뷰는 다수의 그룹을 대상으로하는 포커스그룹연구에 비해 1명 또는 소수의 서로 관련있는 인터뷰 대상자들을 대상으로 사전에 짜여진 순서를 기본으로 하여 질의 응답, 과업 수행 (Task test) 혹은 보여주고 말하기 (Show & Tell)의 방법을 통해 인터뷰한다. 인터뷰 내용은 사진, 비디오 혹은 녹음을 통해 기록하며 이후 내용은 시간에 따라 분석하여 사용자 이해를 위해 사용된다.
문화기술연구 (文化記述硏究,Ethnography)
이 방법은 인류학에 원래 뿌리를 가진 방법을 상업적 목적으로 1980년대 후반부터 디자인 리서치 방법으로 사용되고 있다. 사람들의 행동, 믿음, 선호 사항에 관한 보다 밀접한 접근을 시도하고 깊고 자세한 관찰을 자연적인 상황에서 그들과 소통하면서 얻어진 결과를 연구하는 방법이다. 이를 특별히 시장과 사용자 이해를 위한 방법으로 이용하는 것이다. 인류학 연구자인 브로니스로 마리노스키 (Bronislaw Mlinowski)는 트로브리안드 제도에서의 현장 연구경험을 통해 설명하기를 “실제 생활의 측정 불가능한 측면”은 오직 오랜 시간 동안 토착인들과 같이 생활하면서만 터득할 수 있는 관점의 경험이라고 설명하였다. 이러한 쉽게 측정 불가능한 면은 사람들의 일상 생활과 행동이 구별되거나 설명되기 어려운 토착적 측면을 의미 하는 것이다. 자칫 가질 수 있는 보수적이고 편협한 사고 대신에 직접 경험과 인간 행동에 대한 미묘한 차이를 이해하고자 하는 방법을 통해 그들의 문화적 위치에 대한 새로운 정보를 얻을 수 있다. 이러한 문화기술연구의 방법을 응용하여 디자인 리서치에서는 대상으로 하는 사람들을 보다 가깝고 깊게 관찰하고 이해하도록 노력하여 인간 중심의 디자인으로 이끌고자 하는 이상을 실현하는 방법으로 이용한다.
참여적연구 (Participatory Study)
디자이너들과 제품 개발자들은 직접적인 소비자 반응에 대해 배우면서 보다 그들에게 맞는 정성조사 방식을 만들 수 있다. 참여적 디자인 리서치 방법은 소비자들이 이후 구입하게 끔 만들기를 바라는 제품, 서비스 혹은 브랜드 개발 과정에서 소비자와 디자이너를 그 상황에 직접 관여시켜 디자인 개발에 이용하는 방법이다. 근본적으로 유연하게 소비자의 어떠한 요구 스타일, 형태에도 적합하게끔 개발을 위한 디자이너의 요구 사항을 소비자의 요구 사항과 일치 하도록 만든다. 보통은 개발하기 위한 패널을 조직하거나 시험 사용(베타 테스트)을 통한 사용자 피드백을 이용하기도 한다.
인포먼스 (Informance)
행동 문화기술학적 연구와 즉흥적 디자인의 결합이다. 소비자들의 문화를 단순히 이해하는 것을 넘어서 소비자들의 깊은 내부적 이해를 하고자 하는 목적을 가진다. 또한 행동을 통해 어떠한 인격체가 자신의 세상에 대해 이야기로 표현하고 제품의 기능에 대해 의견을 제기하며 디자인 제품과 그 가능성에 대한 질문에 답을 하는 창조적 활동을 시도하는 것이다. 인포먼스는 사용자 혹은 연구자가 어떤 것이 사용자에 대해 알려져 있는지를 알려고 노력하는 학습과 잠재적 사용자를 모델로 한 연극과 같은 역할 게임 등을 하는 기법들이다.
컨셉 테스트  (Concept Test)
디자인의 초기 단계에서 아이디어로부터 만들어진 여러 가지 컨셉 안들을 테스트해 보기 위하여 선택된 몇 가지를 대상으로 하는 프로파일의 사용자들에게 보여 주고 적절한 아이디어를 평가하는 방법이다.
기능 테스트 (Function Test)
분류된 기능을 하나씩 사용자에게 사용해보도록 하여 그 기능에 대한 사용자의 반응과 성공도를 시험하는 방법이다.
사용성 테스트 (Usability Test)
목표대상의 사용자들에게 특정하고 주요한 과업(Task)을 디자인된 제품을 직접 사용해보도록 하여 조사한다. 얼마나 편리하고 효율적으로 긍정적인 사용자 경험을 느끼며 사용할 수 있는지에 대해 평가한다.
고객 세분화 (Segmentation)
전 고객의 집단 중 특징적이고 전형적인 고객의 집단을 현실에 바탕으로 한 가상적 집단들로 구분하고 각각에 대한 디자인 및 마케팅 접근 전략을 수립할 수 있도록 하는 전략적 방법이다.
페르소나 (Personas)
페르소나는 실제 시장조사와 디자인 리서치를 통해 만들어진 어떤 특정한 목적과 니즈를 보여주는 모범적인 가상의 사용자들이다. 세그멘테이션의 결과를 알기 쉽게 가상 인물화했다고 보면 된다. 디자인 연구의 결과물의 하나로서 페르소나는 인적사항들을 담은 요약된 내용이 있는 한두 장 분량의 문서가 되는데 가상의 이름, 사진, 주요 인구학적 자료, 주요 기술지학적 자료, 사용의 중요 목표들과 전형적인 니즈 등을 설명한다. 페르소나가 나타내는 인물 자체는 가상이지만 이는 실제 사용자들에게서 얻어진 자료를 바탕으로 만들어져야 한다.

## 디자인 리서치 분석법
과업 분석 (Task analysis)는 사용자들이 어떤일을 어떻게 수행하는지를 관찰하여 이를 분석하는 방법이다.

## 추가 문헌
- 브렌다 로렐: 디자인 리서치 (Design Research, Method and Perspectives), MIT Press, (2004) ISBN 0-262-12263-4
- 조셉 파인, 제임스 길모어: 경험 경제로의 초대 (Welcome to the Experience Economy)

## 같이 보기
- 액션리서치
- 사용자 중심 설계